# Клаус Вебер
Клаус Вебер (нім. Klaus Weber; 20 жовтня 1922, Вупперталь — ?) — німецький військовий інженер, оберлейтенант-цур-зее-інженер крігсмаріне.

## Біографія
1 січня 1941 року вступив на флот, до серпня 1942 року проходив підготовку. Після проходження курсу підводника з 25 березня 1943 по 16 вересня 1944 року був головним інженером підводного човна U-1054, з 1 жовтня 1944 року — U-637. З 27 квітня 1945 року, після загибелі командира оберлейтенанта-цур-зее Вольфганга Рікеберга і 1-го вахтового офіцера внаслідок атаки двох норвезьких торпедних катерів на U-637, почав виконувати обов'язки командира човна. 9 травня 1945 року здався британським військам в Ставангері.

## Звання
- Кандидат в офіцери (1 січня 1941)
- Фенріх-цур-зее-інженер (1 грудня 1941)
- Оберфенріх-цур-зее-інженер (1 жовтня 1942)
- Лейтенант-цур-зее-інженер (1 липня 1943)
- Оберлейтенант-цур-зее-інженер (1 січня 1945)

## Нагороди
- Залізний хрест
  - 2-го класу (січень 1945)
  - 1-го класу (29 квітня 1945)
- Нагрудний знак підводника (14 квітня 1945)